# Гіллсдейл (Канзас)
Гіллсдейл (англ. Hillsdale) — переписна місцевість (CDP) в США, в окрузі Маямі штату Канзас. Населення — 247 осіб (2020).

## Географія
Гіллсдейл розташований за координатами 38°39′41″ пн. ш. 94°51′25″ зх. д. / 38.66139° пн. ш. 94.85694° зх. д. (38.661396, -94.856905).  За даними Бюро перепису населення США в 2010 році переписна місцевість мала площу 3,97 км², з яких 3,95 км² — суходіл та 0,02 км² — водойми.

## Демографія
Згідно з переписом 2010 року, у переписній місцевості мешкало 229 осіб у 96 домогосподарствах у складі 69 родин. Густота населення становила 58 осіб/км².  Було 112 помешкання (28/км²).
Расовий склад населення:
| - 96,5 % — білих - 1,3 % — чорних або афроамериканців - 0,4 % — корінних американців - 0,4 % — азіатів |

До двох чи більше рас належало 1,3 %. Частка іспаномовних становила 2,2 % від усіх жителів.
За віковим діапазоном населення розподілялося таким чином: 18,3 % — особи молодші 18 років, 65,1 % — особи у віці 18—64 років, 16,6 % — особи у віці 65 років та старші. Медіана віку мешканця становила 46,1 року. На 100 осіб жіночої статі у переписній місцевості припадало 92,4 чоловіків;  на 100 жінок у віці від 18 років та старших — 94,8 чоловіків також старших 18 років.
За межею бідності перебувало 13,0 % осіб, у тому числі 0,0 % дітей у віці до 18 років та 21,8 % осіб у віці 65 років та старших.
Цивільне працевлаштоване населення становило 102 особи. Основні галузі зайнятості: освіта, охорона здоров'я та соціальна допомога — 50,0 %, будівництво — 21,6 %, сільське господарство, лісництво, риболовля — 10,8 %, мистецтво, розваги та відпочинок — 9,8 %.